# Révész György (orvos)
Révész György (Kaposvár, 1915. március 26. – Budapest, 1986. december 23.) magyar orvos, fül-orr-gégész, egyetemi tanár, az orvostudományok kandidátusa (1963).

## Életpályája
Révész (Ring) Andor ügyvéd és Fleischmann Janka (1893–1941) fiaként született. Orvosi tanulmányait a pécsi Erzsébet Tudományegyetemen végezte, itt avatták orvosdoktorrá 1940-ben. Két évig (1940–1942) a kőbányai kórházban dolgozott Réthi Aurél professzor mellett, majd három éven át (1942–1945) a Pesti Izraelita Hitközség Szabolcs Utcai Kórházában, Pollatschek Elemér és Kepes Pál tanárok osztályán. 1945-ben a Szent Rókus Kórház gégeosztályára került alorvosnak, 1948-tól adjunktus volt. 1951-ben hivatásos katonaorvos lett; eleinte a Központi Honvéd Kórházban dolgozott, majd rövidesen a Honvéd Tiszti Kórház fül-orr-gége osztályának vezetője lett, mint orvos alezredes. 1967-től a budapesti Semmelweis Egyetem Fül-orr-gége Klinikájának tanszékvezető egyetemi tanára, igazgatója, majd 1975-től az Országos Fül-orr-gégészeti Intézet igazgató főorvosa volt.
Csaknem 100 közleményben és előadásban ismertette eredményeit. Az 1960-as években főtitkára volt a Fül-orr-gégeorvosok Egyesületének. Munkásságát több kitüntetéssel ismerték el. Több külföldi és nemzetközi társaság választotta tiszteleti tagjává.

## Magánélete
1944-ben házasságot kötött Hollán Zsuzsa orvossal. Két gyermekük született: Révész Tamás (1945) orvos, az MTA doktora és Révész Mária (1946) orvos.
Sírjuk a Farkasréti temetőben található.

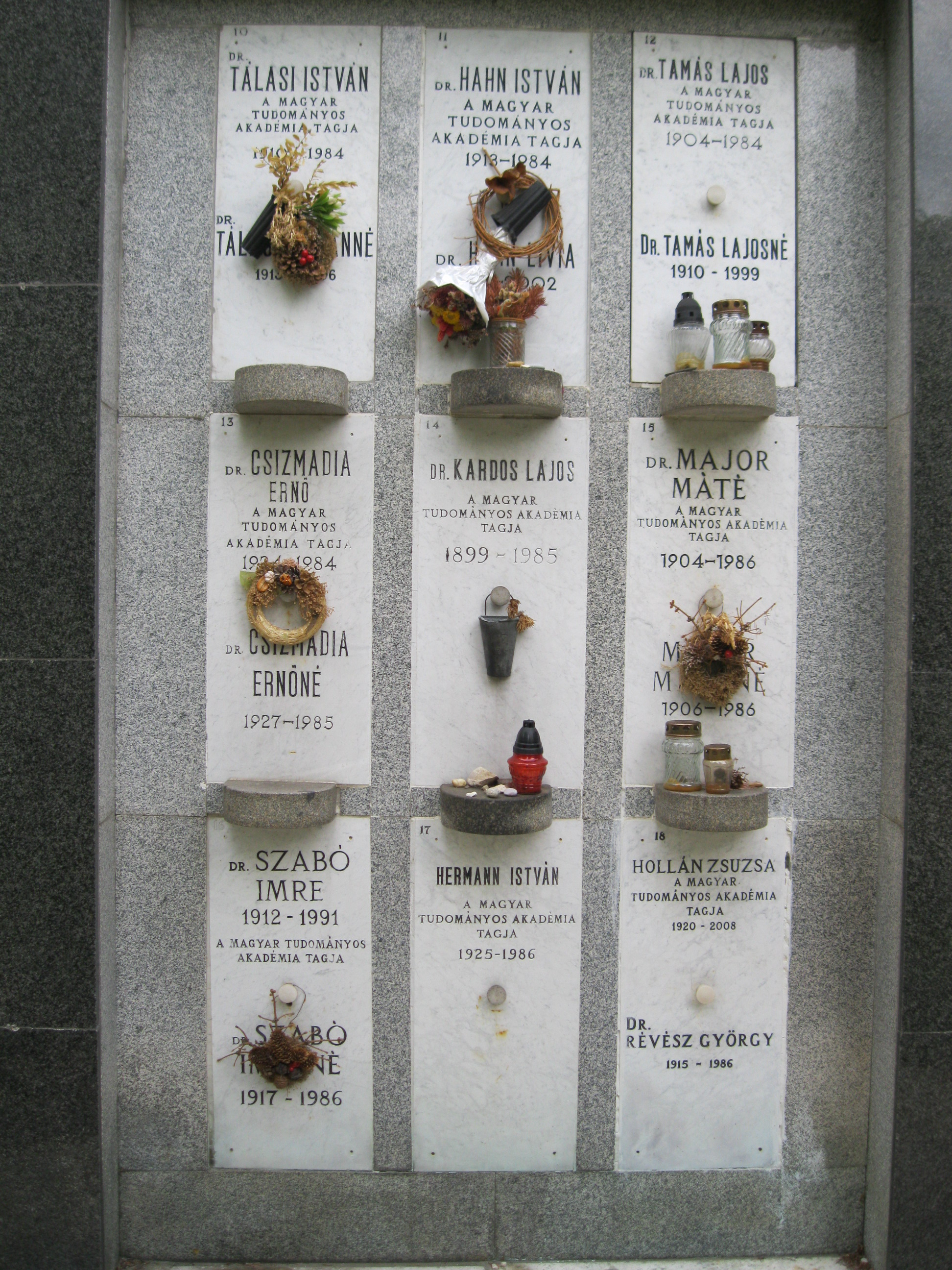
Hollán Zsuzsa és Révész György sírja Budapesten a Farkasréti temetőben

## Művei
- Fül-, orr-, gégegyógyászat (tankönyv, Jakabfi Imrével, Budapest, 1973)
- Fül-, orr-, gégebetegségek (tankönyv, Budapest, 1978)